# Wang Sien-č’
Wang Sien-č’ (čínsky pchin-jinem Wáng Xiànzhī, znaky zjednodušené 王献之, tradiční 王獻之, 344–386), byl čínský kaligraf ťinského období. Od 7. století je společně se svým otcem Wang Si-č’em považován za jednoho z největších čínských kaligrafů, mistra zejména konceptního písma.

## Jména
Wang Sien-č’ používal zdvořilostní jméno C’-ťing (čínsky pchin-jinem Zǐjìng, znaky 子敬). Ve státních službách dosáhl hodnosti ředitele ling ústředního sekretariátu čung-šu šeng, proto byl v čínské literatuře tradičně nazýván „starší ředitel Wang“, (či „kancléř Wang“) Wang ta-ling (čínsky pchin-jinem Wáng dàlìng, znaky 王大令, doslova „velký ředitel Wang“).

## Život a dílo
Wang Sien-č’ se narodil roku 344, jako sedmý syn slavného umělce a kaligrafa Wang Si-č’a. Patřil k prominentnímu rodu Wangů (v první třetině 3. století reprezentovaném zejména bratranci Wang Tunem a Wang Taoem), který pocházel z Lin-iu v Šan-tungu, ale jeho otec Wang Si-č’ žil převážně v Šao-singu a Wen-čou v Če-ťiangu.
Jako potomek elitního rodu zahájil roku 368 úřední kariéru, zprvu v regionálních úřadech, pak byl přeložen do císařské knihovny, kde se později stal zástupcem ředitele. Přední ťinský politik Sie An podporoval jeho kariéru a vybral si ho k sobě do ústředního sekretariátu čung-šu šeng. Poté Wang Sien-č’ nějakou dobu opět sloužil mimo metropoli (ve Fu-ťienu). Jeho úřední kariéra vyvrcholila roku 385 místem ředitele ústředního sekretariátu, čímž se stal jedním z nejvýše postavených politiků říše Ťin. Dosáhl spříznění s císařským rodem. Jeho první manželkou byla jistá Čch’ Tao-mao (郗道茂, 320–361), podruhé se oženil se S’-ma Tao-fu (司馬道福), princeznou ze Sin-an (新安), dcerou císaře Ťien-wen-tiho (vládl 371–372). Jejich dcera Wang Šen-aj (王神愛) se stala manželkou císaře An-tiho (vládl 397–418).
Proslavil se kaligrafií, nadání k níž projevil už v dětském věku. Je kaligrafem téměř tak slavným jako jeho otec. Vysoce hodnocené je zejména jeho konceptní písmo, ve kterém prý jako první spojoval znaky při tzv. „psaním jedním tahem“. Zprvu byl ceněný výše než Wang Si-č’, ale tchangský císař Tchaj-cung (vládl 626–649) obdivoval Wang Si-č’a nade všechny ostatní kaligrafy, Wang Sien-č’ proto od té doby ustoupil poněkud do pozadí a převládl poněkud konzervativnější styl jeho otce.
Dílo Wang Sien-č’a, spolu s dílem jeho otce Wang Si-č’a ovlivnilo většinu pozdějších čínských kaligrafů. Jejich dílu byla věnována mimořádná pozornost, několik set jejich uchovaných dopisů a poznámek bylo po staletí kopírováno a opisováno. Zachovaly se však pouze kopie a opisy, všechny originály jsou ztraceny.